# Ay-Yo
Ay-Yo es la reedición del álbum 2 Baddies y la cuarta reedición en la discografía de NCT 127. Ay-Yo incluye tres nuevas canciones, incluyendo el sencillo principal homónimo. Ay-Yo junto a 2 Baddies vendieron un total de 3,2 millones de copias, convirtiéndose en el segundo álbum de NCT 127 con tres millones de ventas, tras Sticker+Favorite (2021).

## Antecedentes y lanzamiento
Tras meses después de la salida de 2 Baddies, SM Entertainment empezaría a publicar teasers sobre la reedición del álbum en las cuentas de redes sociales del grupo, en las cuales se revelarían las tres nuevas canciones que se añadirían. El 29 de enero de 2023, en el canal de YouTube de SMTown se publicaría el video teaser del sencillo principal del álbum. El 30 de enero se lanzaría oficialmente el álbum física y digitalmente en todo el mundo.

## Lista de canciones
| 2 Baddies |                                |                                          | |          |  |
| N.º       | Título                         | Letras                                   | Música | Duración |  |
| 1.        | «Ay-Yo»                        | Kenzie                                   | Kenzie, Dem Jointz, Tropkillaz, Adrian McKinnon y Calixte                                                           | 3:41     |  |
| 2.        | «Faster»                       | Lee Song (VERY GOODS) y Sahara (Joombas) | Mich Hansen, Rasmus Hedegaard y Balance                                                                             | 2:50     |  |
| 3.        | «2 Baddies (질주)»             | Sokodomo, Haeil y Xinsayne               | Aron Bergerwall, Louise Lindberg, Tony Ferrari, Parker James, Cazzi Opeia (Sunshine) y Ellen Berg (Sunshine)        | 3:49     |  |
| 4.        | «Time Lapse»                   | Jeong Ha-ri (Joombas), Taeyong y Mark    | Dem Jointz y Young Chance                                                                                           | 3:34     |  |
| 5.        | «DJ»                           | Na Jung-ah (Joombas), Taeyong y Mark     | Simon Petrén, Andreas Öberg, Ninos Hanna, Rico Greene, Taeyong y Mark                                               | 3:19     |  |
| 6.        | «Crash Landing (불시착)»       | Kenzie                                   | Kenzie, IMLAY y Junny                                                                                               | 3:24     |  |
| 7.        | «Designer»                     | Kim Jae-won, Taeyong y Mark              | Corron Cole, James Bunton, Aaron Aye, Dem Jointz y Ryan S. Jhun                                                     | 3:56     |  |
| 8.        | «Gold Dust (윤슬)»             | Lee Chae-young                           | Mozella, Nick Bradley, Stuart Crichton y Paul Blanco                                                                | 4:08     |  |
| 9.        | «Black Clouds (흑백 영화)»     | Oh Hyun-seon (Lalala Studio)             | Rokman (The Hello Group), Lauren Dyson (The Hello Group) y Sean Fischer (Honua)                                     | 3:38     |  |
| 10.       | «Playback»                     | Lee Chang-hyuk                           | Oneye, Andreas Öberg y Johan Gustafsson                                                                             | 3:11     |  |
| 11.       | «Skyscraper (마천루 / 摩天樓)» | Ellie Suh (Joombas), Taeyong y Mark      | Dem Jointz, Young Chance, Xydo, Taeyong y Mark                                                                      |          |  |
| 12.       | «Tasty (貘)»                   | Jo Yoon-kyung                            | Teodor Herrgårdh, Rebecca Sjöberg, Gustav Nilsson, Moa "Cazzi Opeia" Carlebecker (Sunshine) y Ellen Berg (Sunshine) | 3:34     |  |
| 13.       | «Vitamin»                      | Kim Ye-in                                | Jacob Attwooll, Jon Eyden y Eben                                                                                    | 3:04     |  |
| 14.       | «LOL (Laugh-Out-Loud)»         | Lee Hye-yoom                             | Fabian Torsson, Harry Sommerdahl y Albin Nordqvist                                                                  | 3:38     |  |
| 15.       | «1, 2, 7 (Time Stops)»         | Park Seong-hee                           | Peter Wallevik (PhD), Daniel Davidsen (PhD) y Iain James                                                            | 3:36     |  |
| 42:22     |                                |                                          | |          |  |

## Ventas y certificaciones
| Región               | Certificación | Unidades certificadas/Ventas |
| -------------------- | ------------- | ---------------------------- |
| Corea del Sur (KMCA) | Millón        | 1,080,537                    |